# Rotlippen-Schleimfisch
Der Rotlippen-Schleimfisch (Ophioblennius atlanticus) ist ein maximal 19 Zentimeter lang werdender Fisch aus der Familie der Schleimfische (Blenniidae).

## Aussehen
Diese Fischart hat einen langgezogenen, seitlich abgeflachten Körper. Die schwärzliche Rückenflosse erstreckt sich kopfabwärts bis zur fächerförmigen Schwanzflosse. Die Afterflosse erstreckt sich vom Anus bis zur Schwanzflosse. Die rundlichen Brustflossen sind sehr kurz. Die Färbung der Fische reicht von einem rotbraunen bis zu einem schwarzen Farbton an der Oberseite des Körpers. Der Bauch ist im vorderen Teil weiß und wird zum Schwanzende hin rötlich. Über und unter dem Seitenlinienorgan sind unregelmäßig dicke schwarze Punkte vorhanden. Der Kopf ist rötlich grau und mit vielen kleineren schwarzen Punkten versehen. Die Augen sitzen oben auf dem Kopf. Hinter dem Auge ist ein dünner, länglicher weißer Streifen vorhanden, der sich den ganzen Körper entlang erstreckt. Das Maul ist unterständig.

## Verbreitung und  Lebensweise
Die Art besiedelt Meeresböden bis in Tiefen von ca. 50 Metern und zwar jene des westlichen Atlantiks, von North Carolina, den Bermudas, dem Golf von Mexiko und in der Karibik und weiter südlich bis zur Küste Brasiliens und im östlichen Atlantik von den Kanaren, entlang der afrikanischen Küste bis nach Angola. Sie bevorzugt felsiges Gelände oder Korallenriffe. Der Rotlippen-Schleimfisch ernährt sich von kleinen Wirbellosen.

## Fortpflanzung
Das Weibchen legt seine Eier zwischen Felsen oder Korallenstöcken ab. Das Männchen dieser Art betreibt Brutpflege, indem es die Eier bewacht. Die Jugendform dieser Art hält sich an der Wasseroberfläche im offenen Meer auf. Als Erwachsene ist ihr Lebensraum die Meeresküste.

## Gefährdung und Schutzmaßnahmen
Da diese Art noch relativ weit verbreitet ist und keinerlei sonstige Gefährdungen bekannt sind, wird sie von der IUCN  als  (Least Concern) ungefährdet gelistet.